# 正覚寺 (美濃加茂市)
正覚寺（しょうがくじ）は岐阜県美濃加茂市加茂野町にある千手観世音菩薩を本尊とする臨済宗妙心寺派の寺院で、山号は仏生山。中濃八十八ヶ所霊場74番札所である。
天正年間に瑞林寺2世仁済宗恕を開山として南海為北が開いた。
本尊のほかに延命地蔵菩薩を祀る。7月には鎮守堂で祀られている弁財天と北野天神を祀る鎮守祭が執行される。